# Delaunay (cratère)
Pour les articles homonymes, voir Delaunay.
Delaunay est un cratère lunaire situé entre le cratère La Caille au sud-ouest, le cratère Faye à la limite nord de son bord extérieur suivi au nord-ouest du cratère Arzachel.
Il s'agit d'un cratère de formation irrégulière qui présente une arête intérieure partant du nord-est et qui divise le cratère en deux moitiés, et lui donne un aspect en forme de cœur. Cette crête centrale devient de plus en plus mince en s'étirant vers le sud-ouest, jusqu'à ce qu'elle se termine en une pointe acérée. Le bord extérieur de ce cratère est tout aussi irrégulier car il a été fortement endommagé par les impacts, notamment par ceux qui ont donné les cratères La Caille et Faye.
Le cratère porte le nom Delaunay depuis 1935 quand l'union astronomique internationale l'a nommé ainsi en l'honneur de l'astronome français Charles-Eugène Delaunay (1816-1872).